# Штайнбах-ам-Глан
Штайнбах-ам-Глан (нем. Steinbach am Glan) — община в Германии, в земле Рейнланд-Пфальц. 
Входит в состав района Кузель. Подчиняется управлению Глан-Мюнхвайлер.  Население составляет 907 человек (на 31 декабря 2010 года). Занимает площадь 6,86 км².